# Daniel Arzani
Daniel Arzani (in persiano دنیل ارزانی‎; Khorramabad, 4 gennaio 1999) è un calciatore iraniano naturalizzato australiano, centrocampista del Melbourne Victory.

## Caratteristiche tecniche
È un centrocampista offensivo, dotato di un'ottima capacità di corsa e una buona tecnica individuale.

## Carriera

### Club
Cresciuto nelle giovanili del Melbourne City, ha esordito in prima squadra il 21 ottobre 2016 in occasione del match perso 3-2 contro il Perth Glory.
Il 9 agosto 2018 viene acquistato dal Manchester City e il 17 ceduto in prestito biennale al Celtic.
Terminato il prestito in Scozia (dove ha giocato solo 2 partite in 2 anni), il 7 agosto 2020 viene ceduto in prestito all'Utrecht.
Il 26 gennaio 2021 viene ceduto nuovamente a titolo temporaneo, questa volta ai danesi dell'Aarhus.
Il 19 agosto 2021 viene ceduto in prestito ai belgi del Lommel.

### Nazionale
Nato in Iran e cresciuto in Australia, aveva la possibilità di rappresentare entrambe le nazioni, dichiarando nel febbraio 2018 di voler rappresentare i socceroos.
È stato incluso nella lista dei convocati per il Mondiale 2018 dove risulta essere il giocatore più giovane dell'intera competizione. Il 9 giugno segna il suo primo gol in Nazionale nell'amichevole vinta per 2-1 contro l'Ungheria. Ai Mondiali gioca tutte e 3 le partite della sua nazionale (subentrando in altrettante occasioni) eliminata al primo turno.

## Statistiche

### Presenze e reti nei club
Statistiche aggiornate al 28 maggio 2025.
| Stagione                 | Squadra                  | Campionato               | Campionato | Campionato | Coppe nazionali | Coppe nazionali | Coppe nazionali | Coppe continentali | Coppe continentali | Coppe continentali | Altre coppe | Altre coppe | Altre coppe | Totale | Totale |
| Stagione                 | Squadra                  | Comp                     | Pres       | Reti       | Comp            | Pres            | Reti            | Comp               | Pres               | Reti               | Comp        | Pres        | Reti        | Pres   | Reti   |
| ------------------------ | ------------------------ | ------------------------ | ---------- | ---------- | --------------- | --------------- | --------------- | ------------------ | ------------------ | ------------------ | ----------- | ----------- | ----------- | ------ | ------ |
| 2016-2017                | Melbourne City           | AL                       | 6          | 0          | FFACup          | 0               | 0               |                    | -                  | -                  |             | -           | -           | 6      | 0      |
| 2017-2018                | Melbourne City           | AL                       | 18+2       | 2+0        | FFACup          | 0               | 0               |                    | -                  | -                  |             | -           | -           | 20     | 2      |
| Totale Melbourne City    | Totale Melbourne City    | Totale Melbourne City    | 24+2       | 2          |                 | 0               | 0               |                    | -                  | -                  |             | -           | -           | 26     | 2      |
| 2018-2019                | Celtic                   | SP                       | 1          | 0          | SC+CdL          | 0               | 0               | UCL+UEL            | 0                  | 0                  |             | -           | -           | 1      | 0      |
| 2019-2020                | Celtic                   | SP                       | 0          | 0          | SC+CdL          | 0+1             | 0+0             | UCL+UEL            | 0                  | 0                  |             | -           | -           | 1      | 0      |
| Totale Celtic            | Totale Celtic            | Totale Celtic            | 1          | 0          |                 | 1               | 0               |                    | -                  | -                  |             | -           | -           | 2      | 0      |
| 2020-gen. 2021           | Utrecht                  | E                        | 4          | 0          | CO              | 1               | 0               |                    | -                  | -                  |             | -           | -           | 5      | 0      |
| gen.-giu. 2021           | Aarhus                   | SL                       | 3+1        | 0          | CD              | 1               | 0               |                    | -                  | -                  |             | -           | -           | 5      | 0      |
| 2021-2022                | Lommel                   | 1B                       | 13         | 1          | CB              | 2               | 0               |                    | -                  | -                  |             | -           | -           | 15     | 1      |
| 2022-2023                | Macarthur                | AL                       | 19         | 1          | CA              | 5               | 3               |                    | -                  | -                  |             | -           | -           | 24     | 4      |
| 2023-2024                | Melbourne Victory        | AL                       | 27+4       | 4+0        | CA              | 0               | 0               |                    | -                  | -                  |             | -           | -           | 31     | 4      |
| 2024-2025                | Melbourne Victory        | AL                       | 28         | 3          | CA              | 4               | 0               |                    | -                  | -                  |             | -           | -           | 32     | 3      |
| Totale Melbourne Victory | Totale Melbourne Victory | Totale Melbourne Victory | 55+4       | 7          |                 | 4               | 0               |                    | -                  | -                  |             | -           | -           | 63     | 7      |
| Totale carriera          | Totale carriera          | Totale carriera          | 126        | 11         |                 | 14              | 3               |                    | -                  | -                  |             | -           | -           | 140    | 14     |

### Cronologia presenze e reti in nazionale
| Cronologia completa delle presenze e delle reti in nazionale ― Australia | Cronologia completa delle presenze e delle reti in nazionale ― Australia | Cronologia completa delle presenze e delle reti in nazionale ― Australia | Cronologia completa delle presenze e delle reti in nazionale ― Australia | Cronologia completa delle presenze e delle reti in nazionale ― Australia | Cronologia completa delle presenze e delle reti in nazionale ― Australia | Cronologia completa delle presenze e delle reti in nazionale ― Australia | Cronologia completa delle presenze e delle reti in nazionale ― Australia |
| Data                                                                     | Città                                                                    | In casa                                                                  | Risultato                                                                | Ospiti                                                                   | Competizione                                                             | Reti                                                                     | Note                                                                     |
| ------------------------------------------------------------------------ | ------------------------------------------------------------------------ | ------------------------------------------------------------------------ | ------------------------------------------------------------------------ | ------------------------------------------------------------------------ | ------------------------------------------------------------------------ | ------------------------------------------------------------------------ | ------------------------------------------------------------------------ |
| 1-6-2018                                                                 | Sankt Pölten                                                             | Australia                                                                | 4 – 0                                                                    | Rep. Ceca                                                                | Amichevole                                                               | -                                                                        | 84’                                                                      |
| 9-6-2018                                                                 | Budapest                                                                 | Ungheria                                                                 | 1 – 2                                                                    | Australia                                                                | Amichevole                                                               | 1                                                                        | 73’                                                                      |
| 16-6-2018                                                                | Kazan'                                                                   | Francia                                                                  | 2 – 1                                                                    | Australia                                                                | Mondiali 2018 - 1º turno                                                 | -                                                                        | 84’                                                                      |
| 21-6-2018                                                                | Samara                                                                   | Danimarca                                                                | 1 – 1                                                                    | Australia                                                                | Mondiali 2018 - 1º turno                                                 | -                                                                        | 68’                                                                      |
| 26-6-2018                                                                | Soči                                                                     | Australia                                                                | 0 – 2                                                                    | Perù                                                                     | Mondiali 2018 - 1º turno                                                 | -                                                                        | 58’ 60’                                                                  |
| 15-10-2018                                                               | Al Kuwait                                                                | Kuwait                                                                   | 0 – 4                                                                    | Australia                                                                | Amichevole                                                               | -                                                                        | 65’                                                                      |
| 6-6-2024                                                                 | Dacca                                                                    | Bangladesh                                                               | 0 – 2                                                                    | Australia                                                                | Qual. Mondiali 2026                                                      | -                                                                        | 64’                                                                      |
| 20-3-2025                                                                | Sydney                                                                   | Australia                                                                | 5 – 1                                                                    | Indonesia                                                                | Qual. Mondiali 2026                                                      | -                                                                        | 72’                                                                      |
| 25-3-2025                                                                | Hangzhou                                                                 | Cina                                                                     | 0 – 2                                                                    | Australia                                                                | Qual. Mondiali 2026                                                      | -                                                                        | 90+2’                                                                    |
| 5-6-2025                                                                 | Perth                                                                    | Australia                                                                | 1 – 0                                                                    | Giappone                                                                 | Qual. Mondiali 2026                                                      | -                                                                        | 80’                                                                      |
| Totale                                                                   |                                                                          | Presenze                                                                 | 10                                                                       |                                                                          | Reti                                                                     | 1                                                                        |                                                                          |

## Palmarès

### Club

#### Competizioni nazionali
- Campionato scozzese: 2

Celtic: 2018-2019, 2019-2020
- Coppa di Scozia: 1

Celtic: 2018-2019
- Coppa di Lega scozzese: 2

Celtic: 2018-2019, 2019-2020
- FFA Cup: 1

Macarthur: 2022